# 川島葵
川島 葵（かわしま あおい、1982年9月16日 - ）は、東海ラジオ放送元アナウンサーで、現在は、東京を拠点とするフリーアナウンサー。本名非公表（「川島」は結婚前の旧姓）。

## 来歴
愛知県岡崎市出身。
光ヶ丘女子高等学校（在籍時は放送部所属）、上智大学文学部新聞学科を卒業したのち2005年東海ラジオに入社。同期入社には浅田若菜（契約アナ・2007年9月退職）がいる。
2010年1月に大学時代の友人と結婚。2012年3月に東海ラジオを退社し、現在は、フリーランスのアナウンサーとして同社東京スタジオ制作の番組『TOKYO UPSIDE STATION』にレギュラー出演する傍ら、イベントの司会などで活躍している。
2016年8月より午後ワイド枠『FINE DAYS!』のうち、月曜（「彦摩呂の今日もまんぷく!DAY」）・火曜（「桂三度のホトケの顔も三度まDAY!」）のアシスタントに起用。川島にとっては、東海ラジオ退職後初の長時間ワイド番組のレギュラーアシスタントとなった。
2017年に日本テレビの情報番組『PON!』に紹介され話題となり、2018年2月より同番組の木曜レギュラーに正式抜擢。木曜コーナーである「今週の急上昇ワードランキング」を担当するほか、「PON!全力リポーター」としても活躍していた。
2019年4月、第一子となる男児を出産。

## 現在の出演番組
※表記のないものは東海ラジオ。
- TOKYO UPSIDE STATION
- 川島葵・東京からも歌謡曲
- 歌謡スクエア

## 過去の出演番組

### テレビ
- PON!（日本テレビ・中京テレビ 木曜日、2018年2月 - 7月）

### ラジオ
※表記のないものは東海ラジオ。
- 安蒜豊三 夕焼けナビ（2007年4月 - ）
- Brand New J
- 高等学校ラジオ作品コンクール特別番組（進行役）
- 多田木・川島 茶の間でショウ（2010年4月 - ）
- ココロサプリ
- ドラゴンズNo.1ジョッキー（2006年10月頃 - 2007年3月24日）
- 天野良春のラジオクルージング（水曜アシスタント、 - 2007年3月28日）
- ガッツナイタープラス（火・木曜担当、2006年度）
- 川島葵のココロサプリ
- 川島葵のこどもさぷり
- FINE DAYS! - 月曜、火曜
- ザブングル&川島葵のカッチカチ大放送（2017年10月 - 2018年9月30日）
- 爽快!エブリデイ
- 燕弥・小談志の愛魂

## 上智大学在学中の活動
- ゴスペルサークル「SAfro FAmily」でボーカルを務め学園祭等に出演。2002年11月30日放送の日本テレビ系「ナイナイサイズ」では、矢部浩之が学園祭の開催に携わる企画にも出演。
- ジャズバンドAo-Nekoを結成にもボーカルとして参加。川島の就職に伴い一時活動を停止したが、現在も活動を復活させている。
- 映画『下妻物語』公開直前 渋谷横断★キャンペーンでの司会
- 映画『スウィングガールズ』店頭ライブ（渋谷パルコ）での司会（上野樹里・本仮屋ユイカらも共演）
- 他の在学生とコント集団「cyberRYO」にも参加した。
  - なお、テレビ埼玉主催イベントで優勝経験ありというのは誤りである。

## エピソード
- 趣味は歌うこと。大学生時代の実績を含めて、過去に担当していた「天野良春のラジオクルージング」の年末の番組内では番組内で歌ったこともあった。
- 「かにタク言ったもん勝ち」の「ハト時計」の声では肉声が残っていない有名人（清少納言など）が多いほか、同社アナウンサーの源石和輝とともにレパートリーの多さで有名であった（ただし両アナウンサーとともにあまり似ていない）。
- 自宅に泥棒に入られた際、盗まれたと思っていた中学の学生服がドロだらけになったままかけてあったという。本人曰く、「持っていってもらったほうが格好がついた」とのことである。